# Frühlings-Braunwurz
Die Frühlings-Braunwurz (Scrophularia vernalis) ist eine Pflanzenart aus der Gattung der Braunwurzen (Scrophularia) in der Familie der Braunwurzgewächse (Scrophulariaceae).

## Beschreibung
Die Frühlings-Braunwurz ist eine aufrechte, wollig behaarte Pflanze, die Wuchshöhen von 30 bis 70 cm erreicht. Der Stängel ist vierkantig und drüsig-zottig behaart. Die Laubblätter stehen gegenständig, sie sind dreieckig herzförmig geformt, etwas runzelig und mit weichen Trichomen besetzt. Der Blattrand ist tief unregelmäßig gezähnt.
Die Blüten stehen in Blütenständen, deren dichasienartige, knäuelförmige Teilblütenstände lang gestielt sind. Die Krone ist nahezu radiärsymmetrisch, sie ist blass grünlich-gelb gefärbt.
Die Chromosomenzahl beträgt 2n = 40.

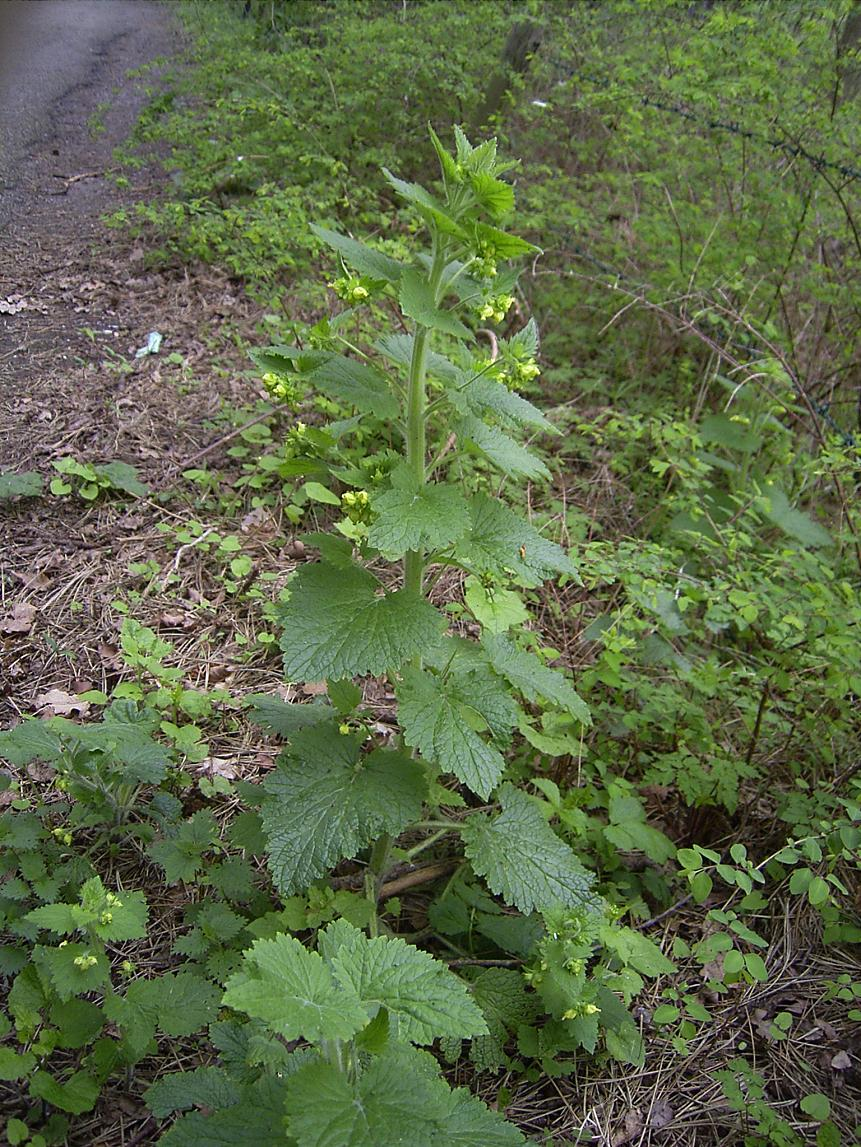
Frühlings-Braunwurz (Scrophularia vernalis)

## Verbreitung
Die Frühlings-Braunwurz kommt in Süd-, West- und Mitteleuropa sowie in Südwest-Asien vor. Sie ist in Deutschland jedoch wahrscheinlich nur ein lokal eingeschleppter Neophyt. Sie wächst in Parks, lichten Laubwäldern und Säumen auf frischen, basen- und nährstoffreichen Lehmböden. Sie kommt vor allem in Gesellschaften des Verbands Alliarion vor.

## Ökologie
Die Frühlings-Braunwurz ist eine Halbschattenpflanze. Sie ist ein Nährstoffzeiger und war früher eine Bienenfutterpflanze.